# Tamāra Dauniene
Tamāra Dauniene (ros. Тамара Викторовна Даунене) zd. Kaļagina (ros. Калягина) (ur. 22 września 1951 w Joszkar-Ole) – radziecka koszykarka narodowości łotewskiej, mistrzyni olimpijska z Montrealu 1976, mistrzyni świata i Europy.

## Kariera
Związana z klubem Rīgas TTT, z którym trzykrotnie zdobyła mistrzostwo ZSRR (1974, 1975, 1976).
Występowała w reprezentacji ZSRR. Zdobyła z nią mistrzostwo świata w 1971 oraz dwukrotnie mistrzostwo Europy (1974 i 1976).
Znalazła się w radzieckiej kadrze koszykarskiej na Letnie Igrzyska Olimpijskie w Montrealu w 1976. Na igrzyskach zdobyła wraz z zespołem złoty medal.